# Eschlipp
Eschlipp ist ein Gemeindeteil der Stadt Ebermannstadt im Landkreis Forchheim (Oberfranken, Bayern).

## Geografie

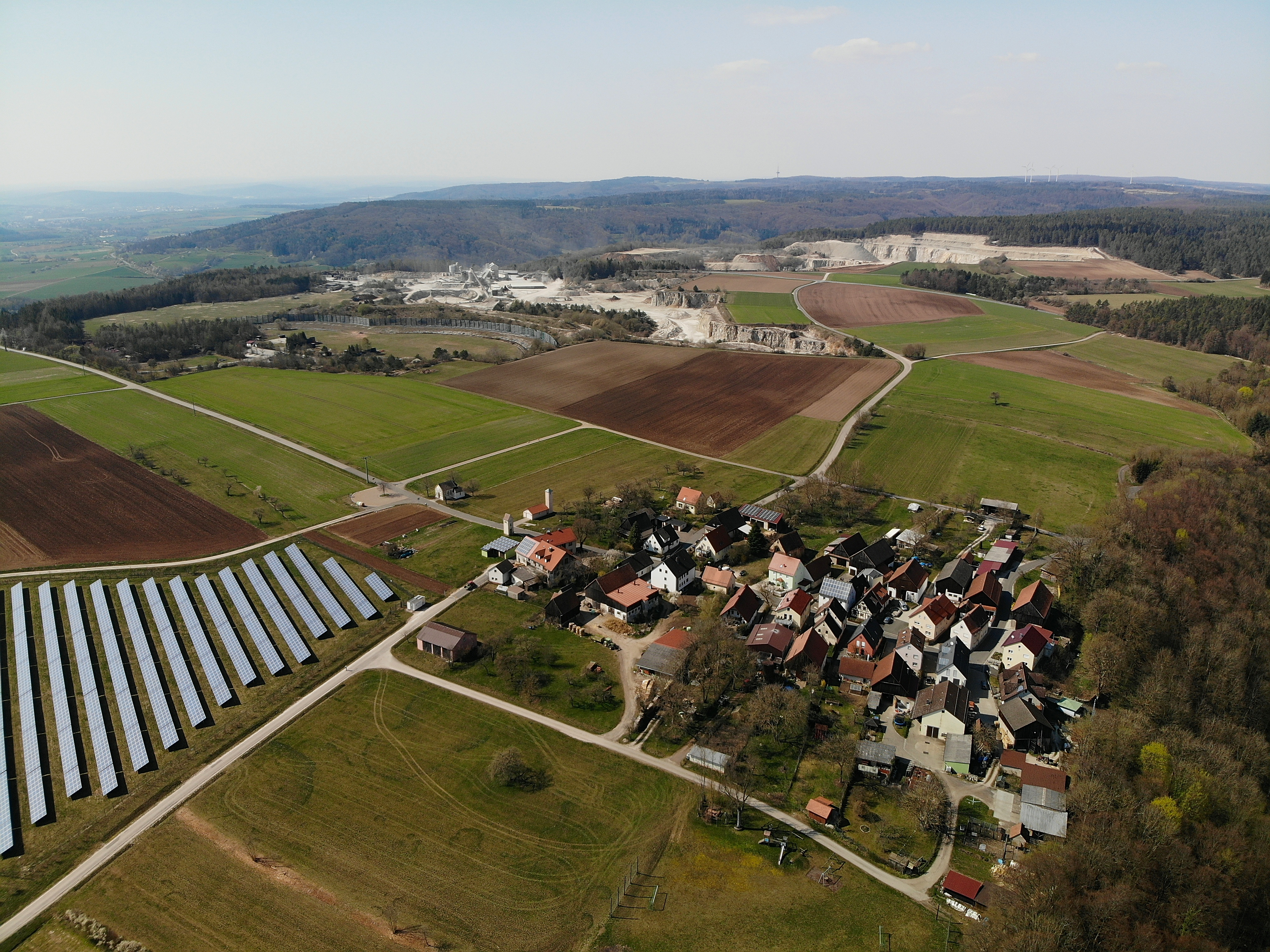
Luftaufnahme von Eschlipp

Das im Süden der Heiligenstädter Flächenalb gelegene Dorf befindet sich etwa vier Kilometer nordwestlich des Ortszentrums von Ebermannstadt auf einer Höhe von 474 m ü. NHN.

## Geschichte
Im Domnekrolog, das zwischen 1285 und 1287 entstand, wurde ein Priester Konrad de Asluppe erwähnt. Dies ist zugleich die erste urkundliche Erwähnung des Ortes. Die Bedeutung des Ortsnamens ist unklar.
Bis zum Beginn des 19. Jahrhunderts unterstand Eschlipp der Landeshoheit des Hochstifts Bamberg. Die Dorf- und Gemeindeherrschaft übte dessen Amt Ebermannstadt als Vogteiamt aus. Auch die Hochgerichtsbarkeit stand diesem Amt als Centamt zu.
Als das Hochstift Bamberg infolge des Reichsdeputationshauptschlusses 1802/03 säkularisiert und unter Bruch der Reichsverfassung vom Kurfürstentum Pfalz-Baiern annektiert wurde, wurde Eschlipp damit ein Bestandteil der bei der „napoleonischen Flurbereinigung“ in Besitz genommenen neubayerischen Gebiete.
Durch die Verwaltungsreformen zu Beginn des 19. Jahrhunderts im Königreich Bayern wurde Eschlipp mit dem Zweiten Gemeindeedikt 1818 eine Ruralgemeinde. Im Zuge der Gebietsreform in Bayern wurde die Gemeinde Eschlipp am 1. Juli 1972 in die Stadt Ebermannstadt eingegliedert.

## Verkehr
Die Anbindung an das öffentliche Straßenverkehrsnetz wird durch eine Gemeindeverbindungsstraße hergestellt, die von der nordwestlich des Ortes vorbei verlaufenden Staatsstraße St 2260 abzweigt. Zwei weitere Gemeindeverbindungsstraßen führen nach Niedermirsberg und Drügendorf. Vom ÖPNV wird das Dorf nicht bedient, der nächstgelegene Bahnhof befindet sich in Ebermannstadt an der Wiesenttalbahn.

## Sehenswürdigkeiten

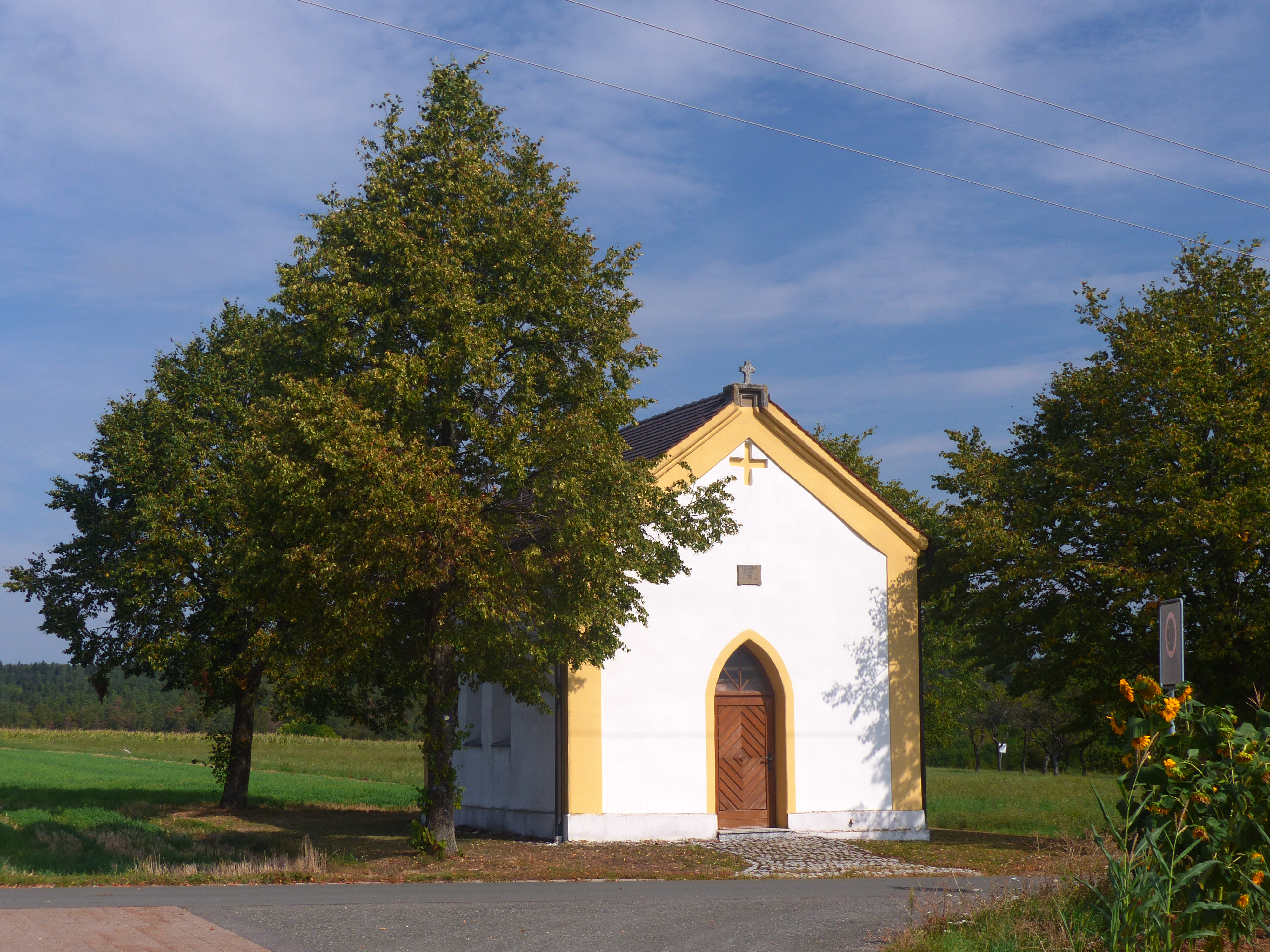
Die ein wenig westlich von Eschlipp gelegene Marienkapelle

Ein wenig westlich des Ortes steht eine Marienkapelle aus der zweiten Hälfte des 19. Jahrhunderts.